# William Maxwell Gaines
William Maxwell Gaines (* 1. März 1922 in Brooklyn; † 3. Juni 1992 in Manhattan), genannt Bill Gaines, war der Gründer des MAD-Magazins und Herausgeber mehrerer Comic-Serien, die künstlerisch überzeugen sollten und sich eher an Erwachsene denn an Kinder richteten.

## Biografie
Bill Gaines wurde als Sohn von Max Gaines geboren, der Herausgeber der All-American Comics bei DC Comics war und als einer der ersten den Gedanken hatte, Comics im Straßenverkauf unter die Leute zu bringen.
Im Zweiten Weltkrieg wollte weder die US Army noch die US Coast Guard Bill Gaines, woraufhin er sein zuständiges Wehramt bat, ihn einzuziehen. Man setzte ihn als Fotograf bei der Truppe in Lowry, Denver ein. Als er nach Oklahoma versetzt wurde, wo es keine Fotografen-Einheit gab, wurde er dort dem Küchen-Dienst zugeteilt.
Anfangs im DeRitter Army Airfield in Louisiana stationiert, wurde Gaines zunächst nach Marshall Field in Kansas und anschließend nach Governor’s Island, New York versetzt. Nachdem er 1946 aus dem Dienst ausgeschieden war, kehrte er an die New-York-Universität zurück, um sein Studium der Chemie zu vollenden. 1947 kam sein Vater bei einem Motorboot-Unfall auf dem Lake Placid ums Leben. Anstatt Chemie-Lehrer zu werden, übernahm Bill Gaines nun den Familienbetrieb, die EC Comics, wobei „EC“ sowohl für Educational Comics als auch für Entertaining Comics stand.
Er fand seine Aufgabe im Herausgeben von sowohl Horror-, Science-Fiction- und Fantasy-Comics als auch realistischen Kriegs-Comics sowie zwei satirischen Titeln, dem MAD-Magazin und Panic. Seine Titel, u. a. Tales from the Crypt, Shock SuspenStories, Weird Science und Two Fisted Tales, beinhalteten Geschichten, die über dem üblichen Comic-Niveau lagen. So waren seine Horror-Geschichten keineswegs stupide Ansammlungen von grausigen Bildern, sondern subtile Geschichten mit überraschendem Plot und satirischem Anspruch, deren Motive oftmals von bekannten Autoren wie Edgar Allan Poe oder H. P. Lovecraft stammten, während seine Science-Fiction- und Fantasy-Karikaturen den Rassismus oder den Fortschrittsglauben auf die Schippe nahmen. Durch Gaines’ Bücher traten viele später berühmte Illustratoren erstmals in die Öffentlichkeit, so z. B. Wallace Wood, Jack Davis oder Will Elder.
MAD war zudem der erste Comic, der sich auch über sein eigenes Genre lustig machte und etliche Imitationen nach sich zog, wie etwa das ebenfalls durch EC Comics herausgegebene Panic. Da sich Comics aber bis dahin an Kinder richteten, wurde mit Dr. Fredric Werthams Publikation Verführung der Unschuldigen der US-Kongress aufmerksam auf Gaines’ Comics und solche, die sich an seinem Vorbild orientierten. EC Comics wurde durch die Maßnahmen fast in den Ruin getrieben. In der Folge wurde auf Gaines’ Anregung die Comics Magazine Association of America gegründet, der Gaines zunächst auch vorstand, bis er die Kontrolle an den Herausgeber der Archie Comics John Goldwater verlor.
Um den Restriktionen zu entgehen und seinen hart umworbenen Redakteur Harvey Kurtzman zu halten, machte Gaines MAD zu einem Magazin. Obgleich Kurtzman das MAD Magazine ein Jahr später dennoch verließ, war dies für Gaines der Anfang einer langen und erfolgreichen Karriere als Herausgeber.
Gaines führte sein Unternehmen sehr unkonventionell. So ließ er Larry Stark, einem seiner heftigsten Kritiker, der später einer der bekanntesten Theater-Kritiker Bostons werden sollte, ein lebenslanges Abonnement zukommen. Und obgleich die früheren EC Comics Werbung abgedruckt hatten, ließ er zu Lebzeiten keine Werbung im MAD Magazine zu. Eine gleichermaßen ablehnende Haltung hatte er auch gegenüber Merchandising inne.
Obwohl MAD Anfang der 1960er Jahre aus steuerlichen Gründen verkauft wurde, blieb Gaines bis zu seinem Tod der Herausgeber und wurde so zum Puffer zwischen Redaktion und Verlag. Da er sich aus dem Produktionsprozess hinaushielt, bemerkte er Fehler oft erst kurz vor dem Druck. Er versuchte, die Belegschaft zu binden und Einfluss auf das Arbeitsklima zu nehmen. Dies erreichte er unter anderem durch die MAD Trips, bei denen er alljährlich den festen Mitarbeiterstamm und die beständigsten der externen Verfasser an einen Ort in der Welt fliegen ließ. Der erste Trip dieser Art führte nach Haiti, wo man feststellen musste, dass das Mad Magazine dort einen einzigen Abonnenten hatte. Seinem Abonnenten auf Haiti überreichte Gaines in Begleitung der Autoren, Zeichner und Editoren des Magazins eine Verlängerung seines Abonnements.
Nach seinem Tod wurde Gaines’ Name bei Erwähnungen in MAD immer länger bis hin zu William Mildred Farnsworth Higgenbottom Pius Gaines IX Esq.